# Enscherange
Enscherange är en ort i Luxemburg.   Den ligger i distriktet Diekirch, i den norra delen av landet, 40 kilometer norr om huvudstaden Luxemburg. Enscherange ligger 308 meter över havet och antalet invånare är 174.
Terrängen runt Enscherange är platt norrut, men söderut är den kuperad. Enscherange ligger nere i en dal.  Närmaste större samhälle är Wiltz, 5,5 kilometer sydväst om Enscherange. 
I omgivningarna runt Enscherange växer i huvudsak blandskog. Runt Enscherange är det ganska glesbefolkat, med 35 invånare per kvadratkilometer.